# Пехливанин
Пехливанинът (остар. „пехливан“) е борец-любител, който се състезава в специализиран вид народни борби, наречени „мазни“ или пехливански борби. В преносен смисъл, думата може да означава силен, здрав мъж, юнак или бабаит, побойник.